# Messerschmitt Me 263
Il Messerschmitt Me 263 era un prototipo di un caccia intercettore a razzo realizzato dall'azienda tedesca Messerschmitt AG nel periodo finale della seconda guerra mondiale.

## Storia del progetto
Gli ingegneri Alexander Lippisch e Willy Messerschmitt tra il 1943 ed il 1944 tentarono di migliorare il Messerschmitt Me 163 correggendone i difetti principali. Fu così deciso di sostituire il pattino d'atterraggio, che aveva creato molti problemi, con un normale carrello retrattile e fu aumentata la capacità interna di carburanti per avere una maggiore autonomia. Venne sviluppata un'apposita versione del motore a razzo Walter dotata di diverse camere di combustione, per il volo di crociera e per il volo alle massime prestazioni. Queste modifiche ovviamente comportarono un importante ingrandimento della fusoliera e la riprogettazione di altri dettagli del velivolo, che venne denominato Me 163 D.
Fu deciso di trasferire successivamente il progetto alla Junkers GmbH, cosa che rese necessaria una ridesignazione: esso divenne pertanto lo Junkers Ju 248. Sotto la supervisione dell'ingegner Heinrich Hertel, il progetto venne ulteriormente modificato con una fusoliera più profonda ed aerodinamica, dotata di una cappottina a goccia per l'abitacolo e dopo i positivi test nella galleria del vento venne decisa la costruzione di un prototipo. Questo venne completato per la metà del 1944, ma prima che potesse compiere il primo volo fu deciso da parte del Reichsluftfahrtministerium di trasferire il progetto nuovamente alla Messerschmitt, per cui l'aereo prese la designazione definitiva di Me 263. La Junkers continuò comunque ad occuparsi delle prove dell'aereo.
L'unico Me 263 V1 fu costruito a Dessau e qui, nell'estate del 1944, compì diverse prove di volo. Le prove avvennero con l'aereo trainato da uno Junkers Ju 188 dato che in questa fase era ancora privo di motore in quanto il Walter HWK 109-509.C-4, sviluppo di quello del Me 163, non era disponibile a causa delle condizioni in cui versava la Germania nel tardo 1944.
Da documenti fotografici dell'epoca si evince che il motore fu infine montato sull'aereo, ma solo per prove a terra, in quanto il Me 263 non volò mai con questa configurazione. La sorte del prototipo è sconosciuta, ma sicuramente di esso o delle sue parti si impossessarono i sovietici dopo la guerra e servirono per lo sviluppo del caccia Mikoyan-Gurevich I-270.

## Tecnica
Rispetto al Me 163 cambiamenti riguardavano soprattutto la forma e le dimensioni della fusoliera per aumentare la capacità dei serbatoi del combustibile e del propellente (C e T-Stoff) per una capacità complessiva di 2 440 litri.
Avrebbe dovuto essere propulso da un motore a razzo Walter HWK 109-509.C-4 da 1 700 kg di spinta per la camera di combustione principale, ma era già prevista la sostituzione, nel corso della produzione del velivolo, con il più potente motore BMW 109-708 da 2 500 kg, alimentato con acido nitrico. Questo motore, tuttavia, non fu mai realizzato.
Questi motori erano dotati di camere di combustione separate, accorgimento necessario per aumentare l'autonomia: una camera capace di spinta ridotta per il volo di crociera, e una ad alta pressione accesa per raggiungere le massime prestazioni, durante il decollo e l'attacco. A differenza del predecessore, poi, questo aereo poteva contare su un vero carrello retrattile, al posto del pattino.
Per quanto riguarda l'armamento, l'Me 263 avrebbe dovuto essere equipaggiato con due cannoni MK 108 calibro 30 mm posizionati nelle radici delle ali.